# Omar Jah
Omar Jah (* in Fass Omar Saho, Gambia) ist ein gambischer Islamwissenschaftler. Er ist Sekretär des Muslim Scholars Council, Gambia, und Professor für Islamische Kultur und Islamisches Denken an der Universität von Gambia. Von 2002 bis 2016 war er Stellvertretender Vizekanzler dieser Universität.
Er war einer der 138 Unterzeichner des offenen Briefes Ein gemeinsames Wort zwischen Uns und Euch (englisch A Common Word Between Us & You), den Persönlichkeiten des Islam an „Führer christlicher Kirchen überall“ (englisch „Leaders of Christian Churches, everywhere …“) sandten (13. Oktober 2007).